# Canale Istanbul
Il Canale Istanbul (in turco Kanal İstanbul) è il progetto di un canale navigabile presentato e fortemente promosso dal presidente turco Recep Tayyip Erdoğan che, qualora realizzato, metterebbe in collegamento il Mar Nero con il Mar di Marmara a ovest di Istanbul, con l'obiettivo di decongestionare il Bosforo. Nonostante i lavori non siano ancora partiti, il progetto risulta molto contestato, da un lato per problemi legati alla sua sostenibilità ambientale, dall'altro perché non sottoposto alla Convenzione di Montreux, che regola la navigazione attraverso gli Stretti Turchi. Per questi motivi il progetto è considerato da parte dell'opinione pubblica come "il folle progetto di Erdogan".

## Storia
L'idea di doppiare il Bosforo non è nuova. Le prime testimonianze di progetti al riguardo risalgono al XVI secolo, quando il sultano Solimano il Magnifico aveva incaricato il suo più talentuoso architetto, Sinan, di realizzare un canale parallelo al Bosforo, dirottando fuori dalla città parte del traffico mercantile. A causa delle guerre e delle difficoltà ingegneristiche da affrontare, il progetto non ebbe seguito. Durante il periodo ottomano, il progetto venne nuovamente tentato altre volte, anche queste però senza seguito: nel 1591, sotto il sultano Murad III; nel 1654, sotto Mehmed IV; nel 1760 sotto Mustafa III e nel 1813 durante il regno di Mahmud II.
Nella prima metà del XX Secolo, venne presentato un progetto di segno opposto: l'architetto tedesco Herman Sörgel, ideatore del progetto Atlantropa, propose di bloccare il passaggio tra Mar Nero e Mar di Marmara attraverso una diga, così da prosciugare ampie zone del mar Mediterraneo e renderle così coltivabili.
In tempi recenti, il progetto è stato presentato altre due volte: nel 1994, in occasione delle elezioni locali, da Bülent Ecevit, leader del partito della sinistra democratica e infine nel 2011 da Recep Tayyip Erdoğan, in occasione delle elezioni municipali di Istanbul e riproposta nel 2020, come opera conclusiva del piano Vision 2023, piano che ha visto la realizzazione di numerosi ponti che solcano gli stretti turchi.

## Progetto
Lo scopo del progetto è quello di rendere più veloce e sicuro l'attraversamento del Bosforo; ogni anno, questo braccio di mare sulle cui sponde sorge Istanbul (metropoli di 15 milioni di abitanti), vede il transito di oltre 46.000 imbarcazioni; tra queste più di 10.000 petroliere che trasportano oltre 145 milioni di tonnellate di petrolio. Il traffico del canale è molto sostenuto; per fare un confronto, il canale di Suez ogni anno vede il passaggio di 19.000 navi. A causa della conformazione del Bosforo, molte navi attendono a lungo l'autorizzazione al passaggio, allungando i tempi di navigazione.

### Tracciato
Il percorso svelato nel 2018, prevede che il canale, lungo 45 km, scorra a ovest del Bosforo: dal mar di Marmara a sud, esso passerà attraverso il lago di Küçükçekmece,  la Diga di Sazlıdere, il villaggio Şamlar e lambirà l'Aeroporto di Istanbul per poi sfociare nel Mar Nero.

### Tempi di realizzazione
Nonostante le numerose critiche e perplessità attorno al progetto, l'iter per la realizzazione del Canale Istanbul non ha subito particolari intoppi, dovuti anche alla ferma decisione del presidente turco di realizzare il progetto, considerato di importanza strategica. La partenza dei lavori, che ha subito un'accelerata anche a seguito dell'Ostruzione del Canale di Suez del 2021, è prevista per la metà del 2021, mentre la messa in esercizio dell'opera è prevista per il 2028. Il costo stimato dell'opera ammonta a 7.65 miliardi di Euro.

## Critiche

### Impatto ambientale
Il progetto del canale ha subito numerose critiche da numerosi scienziati, ambientalisti, attivisti e semplici cittadini. Molti biologi infatti hanno fatto notare la differente salinità presente tra Mar di Marmara e mar Nero; l'apertura del canale avrebbe conseguenze molto gravi per un ecosistema molto delicato che vive in prossimità dei due mari; il tracciato, inoltre andrà ad intaccare il fragile ecosistema del Lago di Küçükçekmece, nonché danneggiare le fonti d'acqua lungo il suo percorso, che rappresentano le maggiori fonti di approvvigionamento idrico della città. Infine, molti geologi hanno evidenziato come i lavori di scavo potrebbe peggiorare il rischio sismico della città. A sostenere queste proteste è inoltre Ekrem Imamoglu, sindaco di Istanbul nonché rivale politico di Recep Tayyip Erdoğan. Molti scienziati sono concordi a parlare di ecocidio nell'ipotesi in cui l'opera venisse realizzata.

### Geopolitiche
Il 3 marzo 2021, 103 ammiragli turchi hanno firmato una lettera manifestando le loro perplessità al progetto. Secondo la loro tesi, l'opera metterebbe in seria discussione la convenzione di Montreux, di fatto bypassandola, considerata estremamente favorevole per gli interessi turchi, creando una situazione di instabilità e incertezza con la Russia, le cui navi regolarmente attraversano il Bosforo. Molti dei firmatari della lettera sono stati arrestati nei giorni seguenti con l'accusa di aver minato alla sicurezza dello Stato e all’ordine costituzionale. Tra questi, Cem Guerdeniz, teorico del concetto di Patria Blu.

### Speculazione edilizia
Sulle sponde del canale sono in fermento progetti che prevedono la creazione di nuovi quartieri residenziali di lusso: il prezzo dei terreni a metro quadro è infatti passato da 25 a 800 dollari, con il rischio che questi progetti si trasformino in casi di speculazione edilizia.